# Linnean Medal

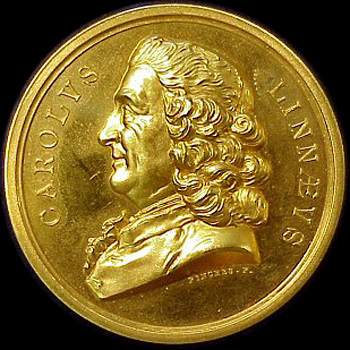
Linnean Medal.

Linnean Medal från Linnean Society of London instiftades år 1888, och utdelas årligen till omväxlande en botanist eller en zoolog eller (vilket har varit det vanliga sedan 1958) till en av varje samma år. 

## Mottagare av Linnean Medal

### 1800-talet
- 1888: Joseph Dalton Hooker och Richard Owen
- 1889: Alphonse Louis Pierre Pyrame de Candolle
- 1890: Thomas Henry Huxley
- 1891: Jean Baptiste Édouard Bornet
- 1892: Alfred Russel Wallace
- 1893: Daniel Oliver
- 1894: Ernst Haeckel
- 1895: Ferdinand Julius Cohn
- 1896: George James Allman
- 1897: Jacob Georg Agardh
- 1898: George Charles Wallich
- 1899: John Gilbert Baker
- 1900: Alfred Newton

### 1900-talet
- 1901: George King
- 1902: Albert von Kölliker
- 1903: Mordecai Cubitt Cooke
- 1904: Albert C. L. G. Günther
- 1905: Eduard Strasburger
- 1906: Alfred Merle Norman
- 1907: Melchior Treub
- 1908: Thomas Roscoe Rede Stebbing
- 1909: Frederick Orpen Bower
- 1910: Georg Ossian Sars
- 1911: Hermann zu Solms-Laubach
- 1912: Robert Cyril Layton Perkins
- 1913: Heinrich Gustav Adolf Engler
- 1914: Otto Butschli
- 1915: Joseph Henry Maiden
- 1916: Frank Evers Beddard
- 1917: Henry Brougham Guppy
- 1918: Frederick DuCane Godman
- 1919: Isaac Bayley Balfour
- 1920: Edwin Ray Lankester
- 1921: Dukinfield Henry Scott
- 1922: Edward Bagnall Poulton
- 1923: Thomas Frederic Cheeseman
- 1924: William Carmichael McIntosh
- 1925: Francis Wall Oliver
- 1926: Edgar Johnson Allen
- 1927: Otto Stapf
- 1928: Edmund Beecher Wilson
- 1929: Hugo de Vries
- 1930: James Peter Hill
- 1931: Karl von Goebel
- 1932: Edwin Stephen Goodrich
- 1933: Robert Hippolyte Chodat
- 1934: Sidney Frederic Harmer
- 1935: Sir David Prain
- 1936: John Stanley Gardiner
- 1937: Frederick Frost Blackman
- 1938: D'Arcy Wentworth Thompson
- 1939: Elmer Drew Merrill
- 1940: Arthur Smith Woodward
- 1941: Arthur George Tansley
- 1946: William Thomas Calman och Frederick Ernest Weiss
- 1947: Maurice Jules Gaston Corneille Caullery
- 1948: Agnes Arber
- 1949: David Meredith Seares Watson
- 1950: Henry Nicholas Ridley
- 1951: Ole Theodor Jensen Mortensen
- 1952: Isaac Henry Burkill
- 1953: Patrick Alfred Buxton
- 1954: Felix Eugene Fritsch
- 1955: John Graham Kerr
- 1956: William Henry Lang
- 1957: Erik Stensiö
- 1958: Gavin de Beer och William Bertram Turrill
- 1959: Harold Munro Fox och Carl Skottsberg
- 1960: Libbie H. Hyman och Hugh Hamshaw Thomas
- 1961: Edmund W. Mason och Frederick Stratten Russell
- 1962: Norman L. Bor och George Gaylord Simpson
- 1963: Sidnie M. Manton och William H. Pearsall
- 1964: Richard E. Holttum och Carl Frederick Abel Pantin
- 1965: John Hutchinson och John Ramsbottom
- 1966: G. S. Carter och Harry Godwin
- 1967: Charles Sutherland Elton och Charles Edward Hubbard
- 1968: A. Gragan och Thomas Maxwell Harris
- 1969: Irene Manton och Ethelwynn Trewavas
- 1970: Edred John Henry Corner och Errol Ivor White
- 1971: Charles R. Metcalfe och J. E. Smith
- 1972: Arthur Roy Clapham och Alfred Sherwood Romer
- 1973: George Ledyard Stebbins och John Zachary Young
- 1974: Emil Hans Willi Hennig och Josias Braun-Blanquet
- 1975: Alexander Stuart Watt och Philip M Sheppard
- 1976: William Thomas Stearn
- 1977: Ernst Mayr och Thomas G. Tutin
- 1978: Olav K. H. Hedberg och Thomas Stanley Westoll
- 1979: R. McN. Alexander och P. W. Richards
- 1980: Geoffrey Clough Ainsworth och Roy Crowson
- 1981: Brian Laurence Burtt och Sir Cyril Astley Clarke
- 1982: Peter Hadland Davis och Peter H. Greenwood
- 1983: Cecil T. Ingold och M. J. D. White
- 1984: John G. Hawkes och J. S. Kennedy
- 1985: Arthur Cain och Jeffrey B. Harborne
- 1986: Arthur Cronquist och Percy C. C. Garnham
- 1987: Geoffrey Fryer och V. H. Heywood
- 1988: John L. Harley och Richard Southward
- 1989: William Donald Hamilton och David Smith
- 1990: Sir Ghillean Tolmie Prance och F. Gwendolen Rees
- 1991: William Gilbert Chaloner och Robert May
- 1992: Richard Evans Schultes och Stephen Jay Gould
- 1993: Barbara Pickersgill och L. P. Brower
- 1994: F. E. Round och Alec John Jeffreys
- 1995: Max Walters och John Maynard Smith
- 1996: Jack Heslop-Harrison och Keith Vickerman
- 1997: Enrico S. Coen och Rosemary Helen Lowe-McConnell
- 1998: Mark W. Chase och Colin Patterson
- 1999: Philip Barry Tomlinson och Q. Bone
- 2000: Bernard Verdcourt och Michael F. Claridge

### 2000-talet
- 2001: Chris Humphries och Gareth J. Nelson
- 2002: Sherwin Carlquist och William J. Kennedy
- 2003: Pieter Baas och Bryan Campbell Clarke
- 2004: Geoffrey Allen Boxshall och John Dransfield
- 2005: Paula Rudall och Andrew Smith
- 2006: David Mabberley och Richard A. Fortey
- 2007: Phil Cribb och Thomas Cavalier-Smith
- 2008: Jeffrey Duckett och Stephen Donovan
- 2009: Peter Shaw Ashton och Michael Akam
- 2010: Dianne Edwards och Derek Yalden
- 2011: Brian Coppins och H. Charles Godfray
- 2012: Stephen Blackmore och Peter Holland
- 2013: Kingsley Wayne Dixon
- 2014: Niels Kristensen och Hans Walter Lack
- 2015: Engik Soepadmo, Claus Nielsen och Rosmarie Honegger
- 2016: Sandra Knapp och Georgina Mace
- 2017: Charlie Jarvis och David Rollinson

- 2018: Sophien Kamoun och Kamaljit Bawa[1]
- 2019: Samuel Turvey och Vicki Funk[1]
- 2020: Juliet Brodie och Ben Sheldon[1]
- 2021: Mary Jane West-Eberhard och Shahina Ghazanfar[1]